# Phylidorea (Phylidorea) hokkaidensis
Phylidorea (Phylidorea) hokkaidensis is een tweevleugelige uit de familie steltmuggen (Limoniidae). De soort komt voor in het Palearctisch gebied.